# Los Corredores
Los Corredores är en ort i Mexiko.   Den ligger i kommunen Pinos och delstaten Zacatecas, i den centrala delen av landet, 400 km nordväst om huvudstaden Mexico City. Los Corredores ligger 2 227 meter över havet och antalet invånare är 101.
Terrängen runt Los Corredores är lite kuperad. Runt Los Corredores är det ganska glesbefolkat, med 21 invånare per kvadratkilometer. Närmaste större samhälle är Pinos, 10,6 km nordost om Los Corredores. Omgivningarna runt Los Corredores är i huvudsak ett öppet busklandskap.